# Firminy
Firminy este un oraș în Franța, în departamentul Loire, în regiunea Ron-Alpi. Orașul face parte din aglomerația orașului Saint-Étienne.